# Buket Batee Badan
Buket Batee Badan is een bestuurslaag in het regentschap Aceh Utara van de provincie Atjeh, Indonesië. Buket Batee Badan telt 373 inwoners (volkstelling 2010).